# تاساکا توموتاکا
تاساکا توموتاکا (انگلیسی: Tomotaka Tasaka; ۱۴ آوریل ۱۹۰۲ – ۱۷ اکتبر ۱۹۷۴) کارگردان فیلم اهل ژاپن بود. وی یکی از قربانیان بمباران اتمی هیروشیما و ناکازاکی بود و با عوارض ناشی از آن سالیان طولانی درگیر بود. از فیلم‌های وی می‌توان به کالسکه بچه اشاره کرد.